# Bieluny
Bieluny (biał. Бялюны; ros. Белюны) − wieś na Białorusi, w obwodzie grodzieńskim, w rejonie smorgońskim, w sielsowiecie Soły.

## Historia
W czasach zaborów wieś w gminie Soły, w powiecie oszmiańskim, w guberni wileńskiej Imperium Rosyjskiego. W 1866 roku wieś liczyła 21 dusz rewizyjnych, należała do dóbr Raczuny. W 1905 roku wymieniono dwie wsie. Bieluny 1 liczyły 75 mieszkańców, 117 dziesięcin; Bieluny 2 liczyły 12 mieszkańców, 26 dziesięcin.
Po I wojnie światowej pod administracją polską, w Zarządzie Cywilnym Ziem Wschodnich. W latach 1920–1922 w składzie Litwy Środkowej.
Od 11 kwietnia 1922 wieś leżała w Polsce, w województwie wileńskim, w powiecie oszmiańskim, w gminie Soły.
W 1931 w 17 domach zamieszkiwało 101 osób.
Wierni należeli do parafii rzymskokatolickiej w Sołach. Miejscowość podlegała pod Sąd Grodzki w Oszmianie i Okręgowy w Wilnie; właściwy urząd pocztowy mieścił się w Sołach.